# 特雷西·穆尔
特雷西·拉蒙特·穆尔（英語：Tracy Lamont Moore，1965年12月28日—），美国NBA联盟前职业篮球运动员。